# Болетин (Северная Македония)
Болетин — старинное обезлюдевшее мусульманское село в Северной Македонии, в общине Маврово и Ростуша. Расположено в области Долна река, на левом берегу реки Радика, в долине между горными хребтами Дешат и Бистра.

## История села
Болетин — торбешское село, некогда входившее в Реканскую казу Османской империи. В книге «Етнография на вилаетите Адрианопол, Монастир и Салоника», изданной на болгарском языке в Константинополе, в 1878 году, и отразившей статистические данные 1873 года, указано. что в селе Болетин 30 дворов и 80 жителей, все они причислены к помакам (болгарам-мусульманам).
По данным географа и краеведа Васила Кынчева («Македония. Етнография и статистика»), в 1900 г. Болетин имел 330 жителей, все — болгары-мусульмане.
По данным на 2002 год, село не имеет жителей.
Не следует смешивать северомакедонское село Болетин с одноименным косовским селом, в котором 15 января 1864 г. родился Иса Болетини — косовско-албанский полевой командир, военный министр переходного правительства Албании.